# فدریکو بائامونتس
فدریکو بائامونتس (تلفظ [feðeˈɾiko marˈtin βa.a.ˈmon.tes]؛ زادهٔ ۹ ژوئیهٔ ۱۹۲۸ – درگذشتهٔ ۸ اوت ۲۰۲۳) رکابزن حرفه‌ای سابق اهل اسپانیا بود که در رشتهٔ دوچرخه‌سواری جاده فعالیت می‌کرد. او توانست در سال ۱۹۵۹ قهرمان تور دو فرانس شود. همچنین با ۹ قهرمانی رده‌بندی کوهستان گرند تورها به همراه جینو بارتالی رکورددار است.

## آغاز زندگی
بائامونتس در سانتو دمینگو-کاودییا در استان تولدو زاده شد. خانوادهٔ او در دوران جنگ داخلی اسپانیا آواره شدند و به مادرید کوچیدند. پدرش ابتدا به کار سنگ‌شکنی مشغول شد و سپس میوه‌فروشی باز کرد. قهرمان و نهایتاً دوست بائامونتس، خولیان برندرو برندهٔ دو دورهٔ ووئلتا اسپانیا در سال‌های ۱۹۴۱ و ۱۹۴۲ بود.

## فعالیت حرفه‌ای
بائامونتس در پایان دههٔ ۱۹۴۰ رقابت را آغاز کرد و نخستین پیروزی خود را در ۱۸ ژوئیهٔ ۱۹۴۷ در حالی که پیراهن بسکتبال به تن داشت، به دست آورد.
در ۲۳ سالگی برندهٔ رده‌بندی کوهستان تور آستوریاس ۱۹۵۳ شد. فدراسیون دوچرخه‌سواری اسپانیا او را برای تور دو فرانس ۱۹۵۴ انتخاب کرد. در آن مسابقات در رتبهٔ ۲۵ ایستاد و قهرمان رده‌بندی کوهستان شد.
بائامونتس متخصص مسیرهای کوهستانی بود و گزارشگران به او لقب عقاب تولدو داده‌بودند. او در سال ۱۹۵۹ برندهٔ تور دو فرانس شد و شش بار قهرمانی رده‌بندی کوهستان آن را به دست آورد. در سال‌های ۱۹۶۳ و ۱۹۶۴ نیز به ترتیب بر سکوی دوم و سوم تور ایستاد و مجموعاً در ۷ مرحلهٔ تور پیروز شد.
در ووئلتا اسپانیای ۱۹۵۷ نیز دوم شد و قهرمانی رده‌بندی کوهستان را به دست آورد. او در دورهٔ بعد نیز این قهرمانی را تکرار کرد و در رتبهٔ ششم ایستاد. در جیرو دیتالیای ۱۹۵۶ نیز برندهٔ رده‌بندی کوهستان شد.
در تور دو فرانس ۱۹۵۹ بائامونتس جزء رقیبان اصلی نبود؛ ولی فرار زودهنگام در مرحلهٔ ۱۳ در پیرنه او را به صدر رده‌بندی نزدیک کرد. سپس در تایم تریل کوهستانی که در پوی دو دم خاتمه می‌یافت، پیروز شد و به رتبهٔ دوم صعود کرد. در مرحلهٔ ۱۷ در آلپ با شارلی گاول همکاری کرد تا برتری خود را نسبت به رقیبان افزایش دهد. آنری آنگلاد و ژاک آنکتیل تلاش کردند فاصله را کاهش دهند؛ ولی موفقیت چندانی کسب نکردند تا بائامونتس با برتری ۴ دقیقه‌ای نسبت به آنگلاد قهرمان تور شود.
آنکتیل در خط پایان در پارک ده پرنس با سوت‌های اعتراض تماشاگرانی مواجه شد که اعتقاد داشتند او و دیگران اجازه داده‌اند بائامونتس به جای آنگلاد فرانسوی قهرمان شود. تیم فرانسه نامتعادل بود. مدیر برنامهٔ آنگلاد، روژه پیل بود؛ در حالی که دانیل دوسه مدیر برنامهٔ بقیهٔ تیم بود. دوسه اعتقاد داشت رکابزنانش باید بائامونتس را شکست دهند یا اجازه ندهند آنگلاد قهرمان شود. آنان نتوانستند آنگلاد را شکست دهند، ولی اجازه دادند بائامونتس که در مسیرهای مسطح رکابزن ضعیفی بود، قهرمان شود.
آنکتیل در سال‌های ۱۹۶۳ و ۱۹۶۴ انتقام گرفت. در تور دو فرانس ۱۹۶۳ بائامونتس را شکست داد و قهرمان شد. بائامونتس و آنکتیل در آلپ به خوبی با یکدیگر همکاری کردند و پس از مرحلهٔ شانزدهم، رتبه‌های اول و دوم را با اختلاف ۳ ثانیه در اختیار داشتند. آنکتیل با پیروزی در مرحلهٔ هفدهم با اختلاف یک ثانیه نسبت به بائامونتس و جایزهٔ زمانی ۳۰ ثانیه‌ای، رهبری را از او گرفت. سپس با پیروزی در تایم تریل مرحلهٔ نوزدهم برتری خود را به بیش از ۳ دقیقه افزایش داد. بائامونتس اعتقاد داشت شکست او به دلیل سازش آنکتیل با برگزار کنندهٔ تور بوده‌است.
در سال بعد، آنکتیل پنجمین قهرمانی خود را در تور جشن گرفت و بائامونتس با اختلاف نزدیک پنج دقیقه، پس از رمون پولیدو سوم شد. او توانست ششمین قهرمانی رده‌بندی کوهستان را به دست آورد و برندهٔ دو مرحله شد.

## سبک رکابزنی
بائامونتس مهارت خوبی در سربالایی داشت، ولی سرپایینی‌رو ضعیفی بود. در دوران آماتور، یک بار هنگام گذر از سرپایینی در بوتهٔ کاکتوس فرود آمده‌بود. پس از آن، هیچ‌گاه به تنهایی وارد مسیرهای سرپایینی نمی‌شد و در بالای گردنه‌ها به انتظار رسیدن سایر رکابزنان می‌ایستاد. چند دقیقه زودتر از گروه تعقیب‌کننده به بالای سربالایی می‌رسید و زمان خود را با خوردن بستنی صرف می‌کرد.

## بازنشستگی

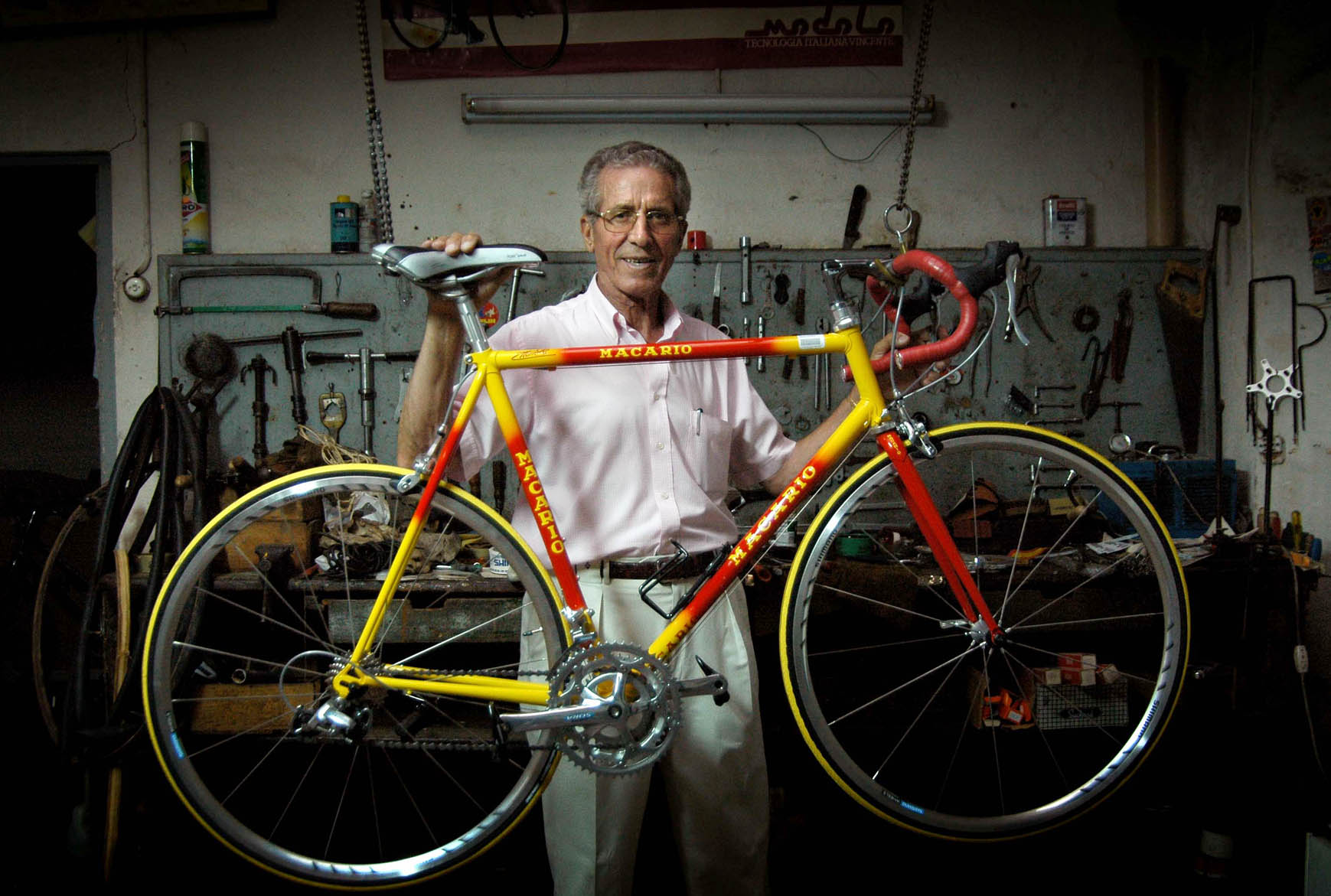
فدریکو مارتین باهامونتس، دوچرخه سوار حرفه ای اسبق مسابقات جاده ای اسپانیایی در فروشگاه دوچرخه خود در تولدو در سال 2005.

بائامونتس پس از بازنشستگی مغازهٔ فروش دوچرخه و موتورسیکلت باز کرد. نام او در فیلم فرانسوی سرنوشت شگفت‌انگیز املی پولن ذکر شده‌است.
در سال ۲۰۱۳ که جشن ۸۵ سالگی او همزمان با صدمین دورهٔ تور دو فرانس شده‌بود، توسط هیئت داوری انتخاب شده توسط مجلهٔ اکیپ، بهترین سربالایی‌رو تاریخ تور نامیده شد. اعضای هیئت داوری رکابزنان فعال مانند توما ووکلر، اسطوره‌های دوچرخه‌سواری مانند برنار اینو و نیز مدیر تور کریستیان پرودوم بودند. جایزهٔ او توسط فرانسوا اولاند، رئیس جمهور فرانسه، اهدا شد.

## نتایج در گرند تورها
|                 | ۱۹۵۴    | ۱۹۵۵    | ۱۹۵۶    | ۱۹۵۷     | ۱۹۵۸    | ۱۹۵۹    | ۱۹۶۰     | ۱۹۶۱    | ۱۹۶۲    | ۱۹۶۳    | ۱۹۶۴    | ۱۹۶۵      |
| تور دو فرانس    | ۲۵      | نرفت    | ۴       | ناتمام-۹ | ۸       | ۱       | ناتمام-۲ | نرفت    | ۱۴      | ۲       | ۳       | ناتمام-۱۰ |
| پیروزی در مراحل | ۰       | —       | ۰       | ۰        | ۲       | ۱       | ۰        | —       | ۱       | ۱       | ۲       | ۰         |
| رده‌بندی کوهستان | ۱       | —       | ۲       | بی‌رتبه   | ۱       | ۱       | بی‌رتبه   | —       | ۱       | ۱       | ۱       | بی‌رتبه    |
| رده‌بندی امتیازی | بی‌رتبه  | —       | ۱۹      | بی‌رتبه   | بی‌رتبه  | بی‌رتبه  | بی‌رتبه   | —       | بی‌رتبه  | ۳       | ۱۲      | بی‌رتبه    |
| جیرو دیتالیا    | نرفت    | نرفت    | ناتمام  | نرفت     | ۱۷      | نرفت    | نرفت     | ناتمام  | نرفت    | نرفت    | نرفت    | نرفت      |
| پیروزی در مراحل | —       | —       | ۰       | —        | ۱       | —       | —        | ۰       | —       | —       | —       | —         |
| رده‌بندی کوهستان | —       | —       | ۱       | —        | ۴       | —       | —        | بی‌رتبه  | —       | —       | —       | —         |
| رده‌بندی امتیازی | ناموجود | ناموجود | ناموجود | ناموجود  | ناموجود | ناموجود | ناموجود  | ناموجود | ناموجود | ناموجود | ناموجود | ناموجود   |
| ووئلتا اسپانیا  | ناموجود | ۲۱      | ۴       | ۲        | ۶       | ناتمام  | ناتمام   | نرفت    | نرفت    | نرفت    | نرفت    | ۱۰        |
| پیروزی در مراحل | ناموجود | ۰       | ۰       | ۱        | ۰       | ۱       | ۱        | —       | —       | —       | —       | ۰         |
| رده‌بندی کوهستان | ناموجود | ۵       | ۲       | ۱        | ۱       | بی‌رتبه  | بی‌رتبه   | —       | —       | —       | —       | ۵         |
| رده‌بندی امتیازی | ناموجود | بی‌رتبه  | ۳       | ۷        | بی‌رتبه  | بی‌رتبه  | بی‌رتبه   | —       | —       | —       | —       | بی‌رتبه    |

| ۱        | برنده                               |
| ۲–۳      | سه نفر اول                          |
| ۴–۱۰     | ده نفر اول                          |
| ۱۱–      | گذر از خط پایان                     |
| نرفت     | در مسابقه شرکت نکرد                 |
| ناتمام-x | به پایان نرساند (انصراف در مرحله x) |
| DNS-x    | آغاز نکرد (عدم شرکت در مرحله x)     |
| اخراج    | اخراج شد                            |
| ناموجود  | مسابقه/رده‌بندی انجام نشد            |
| بی‌رتبه   | در رده‌بندی گنجانده نشد              |